# Орлов, Евгений Юрьевич (1983)
Евгений Юрьевич Орлов (род. 15 августа 1983, Нижний Тагил, Свердловская область) — российский хоккеист, нападающий.

## Биография
Начал заниматься хоккеем в Нижнем Тагиле, до 2000 года — в ярославском «Торпедо». В начале карьеры играл за команды низших лиг «Самородок» Хабаровск (2000/01 — 2001/02), «Янтарь» Северск (2002/03), «Спутник» Нижний Тагил и «Факел» Лесной (2003/04). С сезона-2004/05 — в хабаровском «Амуре», с которым в 2006 году вышел в Суперлигу. Перед сезоном-2007/08 перешёл в «Металлург» Новокузнецк, в составе которого провёл 70 матчей в КХЛ. В сезоне-2010/11 не играл, затем выступал за «Ермак» Ангарск (2011/12, ВХЛ), «Астану» (чемпионат Казахстана) и «Кристалл» Саратов (ВХЛ, обе — 2012/13).